# 山中頼次
山中 頼次（やまなか よりつぐ）は、戦国時代の武将。後北条氏の家臣。仮名は彦四郎、官途は内匠助と称した。子に頼元。

## 略歴
父は山中氏頼。
後北条家の武蔵国河越衆寄騎を務めた。
北条氏綱の時代から後北条家に仕えており、天文10年（1541年）11月には武蔵川越城の城将を務めていることから、川越城主である北条為昌に従っていたと考えられ、為昌がその後しばらくして死去すると、河越衆に編成替えされている。永禄2年（1559年）の役帳では河越衆寄騎として名が見え、知行は約600貫文であった。
北条氏康・北条氏政の時代まで仕えていたのは確認できるが、永禄6年（1563年）12月の記録を最後にして、消息は不明となっている。法名は道源。
家督は嫡子・頼元が継承した。